# Kościół Wniebowstąpienia Pańskiego w Osinowie Dolnym
Kościół Wniebowstąpienia Pańskiego w Osinowie Dolnym – katolicki kościół filialny zlokalizowany we wsi Osinów Dolny w gminie Cedynia, w powiecie goleniowskim (województwo zachodniopomorskie). Jest filiałem parafii Narodzenia Najświętszej Maryi Panny w Cedyni.

## Historia i architektura
Kościół wzniesiony został w XIX wieku. Murowany jest z kostki granitowej. Sytuowany na planie prostokąta, zakończony jest wydzielonym, trójbocznie zamkniętym prezbiterium. Szczyty wschodni i zachodni mają formę schodkową. W fasadzie frontowej osadzona jest murowana z cegły wieża, ozdobiona blendami i nakryta dwupołaciowym dachem. Wnętrze kościoła nakryte jest płaskim stropem drewnianym. Zachowała się empora muzyczna na ścianie zachodniej oraz XIX-wieczne ławki i ambona. Prezbiterium oddzielone jest od nawy łukiem tęczowym.
Kościół uległ uszkodzeniu w trakcie II wojnie światowej, został odbudowany w 1970 roku. Poświęcenia świątyni dokonał w dniu 21 marca 1971 roku biskup Jerzy Stroba.